# Zagrebs synagoga
Zagrebs synagoga (kroatiska: Zagrebačka sinagoga) var en synagoga i Zagreb i Kroatien. Synagogan uppfördes 1867 i Zagreb, dåtida provinshuvudstad i österrikiska Kroatien, och var det judiska samfundets centrala helgedom i staden 1867-1941. Den revs 1941 av den fascistiska Ustaša-regimen i Oberoende staten Kroatien. På platsen för den forna synagogan finns idag en parkering.

## Historik

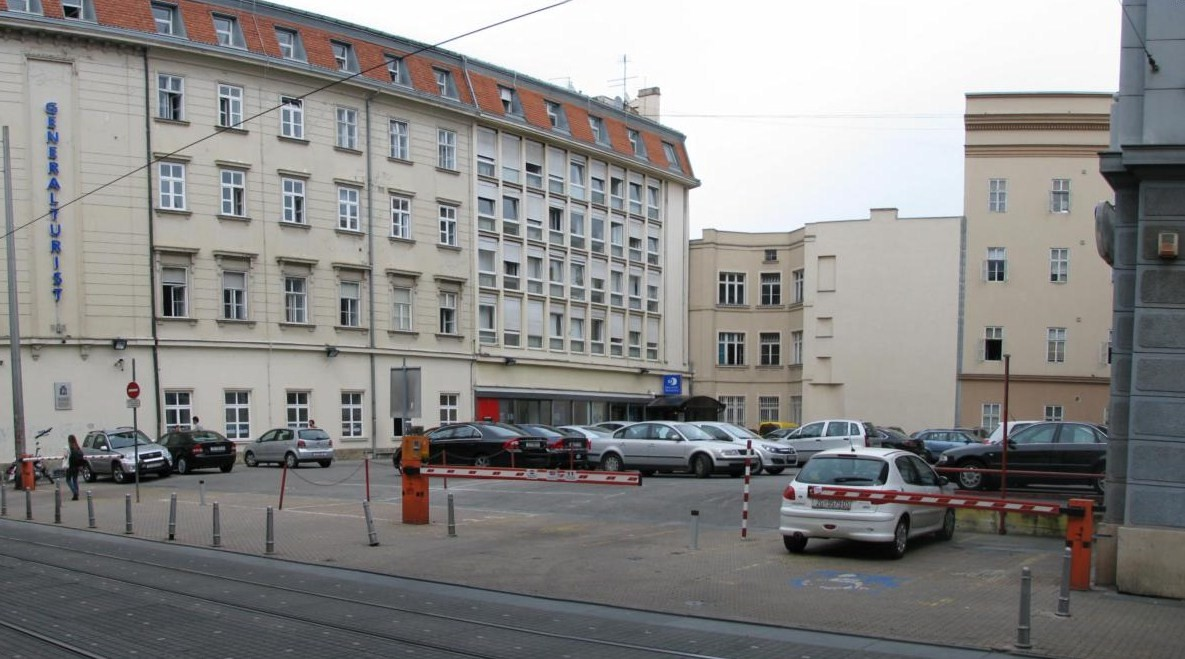
Platsen för den forna synagogan är idag en parkeringsplats.

Kejsaren Josef II:s toleransedikt (1781-1783) medgav religionsfrihet och öppnade upp mot förbudet för judar att äga mark och egendom inom det habsburgska riket. 
1806 började judar att bosätta sig permanent i Zagreb. 1809 fick den judiska församlingen en rabbin och 1811 hade de en egen kyrkogård i staden. 1833 fick församlingen tillåtelse att köpa mark för att uppföra en synagoga. Församlingen saknade dock ekonomiska medel för detta. 1855 hade den lokala judiska församlingen vuxit till omkring 700 medlemmar och den 30 oktober samma år fattades beslutet att uppföra en synagoga. Konstruktionskommittén som hade utsetts 1861 förvärvade mark vid hörnet av Maria Valeria-gatan (idag Praggatan) och Ban Jelačićs torg för ändamålet. En ny stadsplaneringsplan 1864 medförde att planerna fick ändras och mark köptes vid Maria Valeria-gatan, 80 m från den först tänkta platsen. Uppdraget att rita den nya synagogan tilldelades arkitekten Franjo Klein.
Andra världskrigets utbrott, Jugoslaviens kapitulation och upprättandet av Oberoende staten Kroatien skulle få ödesdigra konsekvenser för synagogan och den judiska befolkningen i staden och landet. Den nyinrättade Ustaša-regimen påbörjade omedelbart efter tysk modell att systematiskt förfölja judar. Raslagar infördes, judisk egendom konfiskerades och judar sändes till förintelseläger i Kroatien och utlandet. Zagrebs borgmästare Ivan Werner utfärdade ett dekret om synagogans förstörelse. Den formella orsaken till dess rivning var att den inte passade in i stadsplaneringen. Den 10 oktober 1941 påbörjades rivningen. Synagogans revs försiktigt för att inte skada omgivande byggnader och i april 1942 var arbetet slutfört. Arbetet med rivningen fotograferades av propagandaskäl och visades vid den Antisemitiska utställningen i Zagreb i maj 1942. 
Från den tidigare synagogan räddades åtta torahrullar av entreprenören och industrialisten Leonardo Grivičić som var granne till Ustaša-politikern Mile Budak och god vän till riksföreståndaren Ante Pavelić. Synagogans förstörelse kom att fördömas av Kroatiens katolska ärkebiskop Alojzije Stepinac. De enda fysiska fragmenten av byggnaden, ett tvättställ, två minnestavlor och delar av en kolonn, räddades av Ivo Krauss. Tvättstället och minnestavlorna finns idag utställda på Zagrebs stadsmuseum medan delarna av kolonnen innehas av Zagrebs judiska församling. 

## Framtid
Sedan 1980-talet har diskussioner förts kring uppförandet av en synagoga på den ursprungliga platsen för den tidigare synagogan. På grund av politiska omständigheter har dock inget vidtagits för dess förverkligande. Den kroatiska regeringen och staden Zagreb har uttryckt en vilja att delfinansiera projektet men meningsskiljaktigheter inom det judiska samfundet har omöjliggjort en realisering av planerna.

### Fotnoter
1. ↑  hämtat från: polskspråkiga Wikipedia.[källa från Wikidata]
2. ↑  hämtat från: kroatiskspråkiga Wikipedia.[källa från Wikidata]
3. ↑  Knežević, Snješka. ”The Synagoge of Zagreb 1867-1942” (på engelska) ( PDF). Yad Vashem. http://www.yadvashem.org/yv/en/education/lesson_plans/pdf/zagreb1.pdf. Läst 16 februari 2014.
4. ↑  Goldstein, Ivo. ”The Geonocide against the Juws in the Independet State of Croatia” (på engelska) ( PDF). Yad Vashem. http://www.yadvashem.org/yv/en/education/lesson_plans/pdf/zagreb2.pdf. Läst 16 februari 2014.
5. ↑  Ivo Goldstein, "Holokaust u Zagrebu" (Förintelsen i Zagreb) (ISBN 953-6045-19-2), sid. 386